# یواس‌اس گرگوری (دی‌دی-۸۰۲)
یواس‌اس گرگوری (دی‌دی-۸۰۲) (به انگلیسی: USS Gregory (DD-802)) یک کشتی بود که طول آن ۱۱۴٫۷ متر (۳۷۶ فوت) بود. این کشتی در سال ۱۹۴۴ ساخته شد.